# Encefalopatía espongiforme transmisible
Las encefalopatías espongiformes transmisibles (EET), también conocidas como enfermedades priónicas, son un grupo de encefalopatías que avanzan progresivamente y que afectan al cerebro y al sistema nervioso de muchos animales, incluyendo a los humanos. De acuerdo con la teoría más aceptada, son transmitidos por priones, aunque existe evidencia que sugiere que las bacterias spiroplasma están involucradas.
Las encefalopatías espongiformes transmisibles en humanos incluyen:
- Kuru
- Enfermedad de Creutzfeldt-Jacob
- Síndrome de Gerstmann-Sträussler-Scheinker
- Insomnio familiar fatal

En animales:
- Encefalopatía espongiforme bovina
- Enfermedad de desgaste crónico
- Tembladera

Las capacidades físicas y mentales se deterioran y se forma una miríada de pequeños agujeros que se observan en la corteza cerebral cuando el cerebro es extraído de la autopsia y examinado bajo el microscopio, lo que causa su apariencia como esponja (de ahí el término de espongiforme). Estos desórdenes provocan deficiencias en el funcionamiento del cerebro, incluyendo cambios en la memoria, cambios de personalidad y problemas motores que empeoran con el tiempo. Las enfermedades priónicas en humanos incluyen la clásica enfermedad de Creutzfeldt-Jakob, la nueva variante de la misma (nvCJD, la cual está relacionada con la encefalopatía espongiforme bovina), el síndrome de Gerstmann-Sträussler-Scheinker, el Insomnio familiar fatal, la enfermedad de kuru y la recientemente descubierta prionopatía proteasa-sensible variable. Estas enfermedades forman un espectro de enfermedades con signos y síntomas superpuestos.
A diferencia de otras enfermedades infecciosas, que son causadas por microorganismos, se cree que el agente infeccioso de las EET es un tipo de proteína conocida como priones. Las proteínas priónicas deformes son las causantes de la enfermedad en los individuos y provocan el deterioro del cerebro. Las EET son enfermedades únicas en cuando a que su etiología puede ser genética, esporádica o infecciosa por medio del consumo de productos alimenticios infectados o bien por introducir al organismo fluidos de otro infectado, por ejemplo, una transfusión de sangre de un paciente infectado (iatrogenia). La mayoría de las EET son esporádicas y se presentan en animales sin ninguna mutación en el gen que codifica para la proteína priónica. La EET heredable se presenta en animales con un alelo mutado para este gen que codifica esta proteína, el cual traduce para una proteína priónica con una conformación tridimensional infecciosa. La transmisión se da cuando animales saludables consumen tejido de otros animales infectados. Actualmente, un tipo de EET conocida como encefalopatía espongiforme bovina (EEB) se difunde en el ganado de forma epidémica. Esto se da porque el mismo ganado es alimentado con los restos procesados de otro ganado, una práctica que ha sido prohibida en muchos países. 
Los priones no se pueden transmitir por aire o por medio del contacto casual. Sin embargo, pueden trasmitirse a través del contacto con tejido infectado, fluidos corporales e instrumentos médicos contaminados. Los procedimientos normales de esterilización tales como las altas temperaturas y la irradiación de los materiales no logra inactivar a los priones.

## Clasificación
| Código ICTVdb        | Nombre de la enfermedad                                                                       | Huésped natural                                       | Nombre del prion       | Isoforma PrP         |
| Mamíferos no humanos | Mamíferos no humanos                                                                          | Mamíferos no humanos                                  | Mamíferos no humanos   | Mamíferos no humanos |
| -------------------- | --------------------------------------------------------------------------------------------- | ----------------------------------------------------- | ---------------------- | -------------------- |
| 90.001.0.01.001.     | Tembladera                                                                                    | Ovejas y cabras                                       | Prion de la tembladera | OvPrPSc              |
| 90.001.0.01.002.     | Encefalopatía transmisible del visón (TME)                                                    | Visón                                                 | Prion EEV              | MkPrPSc              |
| 90.001.0.01.003.     | Caquexia crónica del venado y alce (CWD)                                                      | Wapiti, venado cola blanca, venado bura y ciervo rojo | Prion CWD              | MDePrPSc             |
| 90.001.0.01.004.     | Encefalopatía espongiforme bovina (BSE) comúnmente conocida como "enfermedad de la vaca loca" | Ganado                                                | Prion BSE              | BovPrPSc             |
| 90.001.0.01.005.     | Encefalopatía espongiforme felina (FSE)                                                       | Gatos                                                 | Prion FSE              | FePrPSc              |
| 90.001.0.01.006.     | Encefalopatía de ungulados exóticos (EUE)                                                     | Niala y gran kudú                                     | Prion EUE              | NyaPrPSc             |
| Enfermedades humanas |                                                                                               |                                                       |                        |                      |
| 90.001.0.01.007.     | Kuru                                                                                          | Humanos                                               | Prion del Kuru         | HuPrPSc              |
| 90.001.0.01.008.     | Enfermedad de Creutzfeldt-Jakob (CJD)                                                         | Humanos                                               | Prion CJD              | HuPrPSc              |
|                      | (Nueva) variante de la enfermedad de Creutzfeldt-Jakob (vCJD, nvCJD)                          | Humanos                                               | Priones vCJD y nvCJD   | HuPrPSc              |
| 90.001.0.01.009.     | Síndrome de Gerstmann-Sträussler-Scheinker (GSS)                                              | Humanos                                               | Prion GSS              | HuPrPSc              |
| 90.001.0.01.010.     | Insomnio familiar fatal (FFI)                                                                 | Humanos                                               | Prion                  | HuPrPSc              |

## Historia
En el siglo V a. C., Hipócrates describió una enfermedad similar a las EET en el ganado y las ovejas, la cual, creía, también se presentaba en el hombre. En los registros de Flavio Vegecio Renato se describen casos de enfermedades con características similares en el cuarto y quinto siglo d. C. En 1755, se discutió en la Cámara de los Comunes del Reino Unido y para entonces habrá estado presente en el Reino Unido. Aunque en 1759 había quien afirmaba, sin evidencia, que la enfermedad era contagiosa, en general se pensaba que la enfermedad se debía a la reproducción endogámica de los animales y las medidas aplicadas fueron, aparentemente, exitosas. Experimentos de principios del siglo XX no pudieron probar la transmisión de la tembladera entre animales, hasta que se tomaron medidas extraordinarias como inyecciones intraoculares de tejido nervioso infectado. Hasta ahora no se sospecha de ninguna relación directa entre la tembladera y la enfermedad en humanos. La EET fue descrita por primera vez por Alfons Maria Jakob en 1921. El descubrimiento por parte de Daniel Carleton Gajdusek de que el kuru era transmitido por canibalismo junto con el hallazgo de lesiones similares a las presentes en el cerebro de animales afectados por tembladera implicó fuertemente una base infecciosa de las EET. La prioridad de la búsqueda de un virus casi le costó la credibilidad a Stanley B. Prusiner cuando su investigación demostró que una proteína transmitía la enfermedad. Se requiere un cambio de paradigma a una entidad infecciosa no nucleico cuando los resultados fueron validados con una explicación de cómo un prion proteína podría transmitir la encefalopatía espongiforme. No fue sino hasta 1988 que se describió apropiadamente la neuropatología de la encefalopatía espongiforme en vacas. La alarmante velocidad de transmisión de la encefalopatía espongiforme bovina en el ganado del Reino Unido ha intensificado el miedo a la transmisión hacia humanos con lo que ha acrecentado la creencia de que las EET son infecciosas. Esto fue confirmado por el descubrimiento de una enfermedad similar a al Kuru, llamada nueva variante de la enfermedad de Creutzfeldt-Jakob (nvCJD) en humanos expuestos a la encefalopatía espongiforme bovina. Aunque el modelo de enfermedad infecciosa de las EET ha sido cuestionado a favor de otro modelo de contagio a base del trasplante del prion que explica por qué el canibalismo favorece su transmisión, la búsqueda por un agente viral continúa en algunos laboratorios.

## Características de las EET
El daño degenerativo causado al tejido por las enfermedades priónicas humanas (CJD, GSS y Kuru) se caracteriza por dos aspectos: cambio a una forma de esponja, pérdida de neuronas, astrogliosis]] y formación de placas de amiloides. Estas características son  compartidas por las enfermedades priónicas en animales, y el reconocimiento de estas similitudes llevó a los primeros intentos de contagiar con Kuru a un primate en 1966, para después intentarlo con CJD en 1968 y GSS en 1981. Estas características neuropatológicas han sido la base del diagnóstico histológico de enfermedades priónicas humanas por muchos años, aunque se ha observado que estos cambios varían enormemente tanto en cada caso como dentro del sistema nervioso central en cada uno de los casos.
Los signos clínicos en humanos varían, aunque comúnmente incluyen cambios de personalidad, problemas psiquiátricos tales como depresión, falta de coordinación, y/o un andar inseguro (ataxia). Los pacientes también llegan a experimentar movimientos espasmódicos lo cual se conoce como mioclono, sensaciones inusuales, insomnia, confusión, o problemas de memoria. En las etapas avanzadas de la enfermedad, los pacientes padecen deficiencias mentales (demencia) y pérdida de la motricidad y/o el habla.
Hubo una confusión en la nomenclatura de los primeros reportes neuropatológicos de enfermedades priónicas humanas, en los que ocasionalmente se ignoraba la importancia de la característica espongiforme. La posterior evidencia de que las enfermedades priónicas humanas eran transmisibles reforzó la importancia de esta característica para el diagnóstico, que se refleja en el uso del término "encefalopatía espongiforme" para catalogar a este tipo de desórdenes.
Parece ser que los priones son las partículas más infecciosas cuando se entra en contacto directo con el tejido afectado. Por ejemplo, la enfermedad de Creutzfeldt-Jakob se ha transmitido a pacientes que reciben inyecciones de la hormona del crecimiento cultivada a partir de glándulas pituitarias de cadáveres humanos, duramadre de cadáveres o por medio de instrumentos que habían sido utilizados para neurocirugía (Brown, 2000) (los priones pueden sobrevivir a la esterilización en autoclave que se usa para esterilizar muchos instrumentos quirúrgicos). También se cree que el consumo de animales que han sido infectados pueden provocar la lenta acumulación de priones en el organismo, especialmente cuando existe canibalismo o prácticas similares que permiten que los priones se acumulen por más de una generación. Un ejemplo de esto es el kuru, que alcanzó proporciones epidémicas a mediados del siglo XX en la población nativa de Papúa Nueva Guinea, que acostumbraban comerse los cadáveres de sus muertos en un ritual funerario. Las leyes en países desarrollados actualmente prohíben el uso de proteínas provenientes de rumiantes para alimentar rumiantes como método para evitar la propagación de enfermedades priónicas en el ganado y otros rumiantes.
Nótese que no todas las encefalopatías son provocadas por priones, como es el caso de la leucoencefalopatía multifocal progresiva (LML) (causada por el virus JC, la arteriopatía cerebral autosómica dominante con infartos subcorticales y leucoencefalopatía, o CADASIL por sus siglas en inglés, (causada por la actividad anormal de la proteína NOTCH3), y la Enfermedad de Krabbe (causada por una deficiencia de la enzima galactosilceramidasa). La leucoencefalopatía tóxica, la cual es una encefalopatía espongiforme, es probable que no sea causada por un prion, aunque aún no se ha identificado el adulterante que la provoca en fumadores de heroína. Esto, combinado con la gran variabilidad que existe en la patología de las enfermedades priónicas, es el por qué una enfermedad de este tipo no puede ser diagnosticada únicamente basándose en los síntomas del paciente.

## Genética
Las mutaciones en el gen para PRNP provocan estas enfermedades. Las formas familiares de las enfermedades priónicas son causadas por mutaciones heredadas en el gen PRNP. Sin embargo, solo un pequeño porcentaje de todos los casos de enfermedades priónicas se presenta en familias. La mayoría de los casos de enfermedades priónicas son esporádicos, lo que significa que se presentan en personas sin ningún factor de riesgo aparente o mutación en el gen. En raras ocasiones, las enfermedades causadas por priones pueden también transmitirse mediante la exposición a tejidos contaminados por priones u otros materiales biológicos obtenidos de individuos infectados.
El gen PRNP contiene las instrucciones para sintetizar una proteína conocida como proteína priónica (PrP). Bajo circunstancias normales, esta proteína puede estar involucrada en el transporte de cobre hacia las células. También puede estar involucrada en la protección de las células del cerebro y ayudando a su comunicación.[cita requerida] Mutaciones puntuales en este gen provocan que la célula produzca una proteína anormal, conocida como PrPSc. Esta proteína anormal se acumula en el cerebro destruyendo las células nerviosas, lo que tiene como resultado los signos y síntomas de la enfermedad.
Las formas familiares de las enfermedades priónicas son heredadas de manera autosómica dominante, lo que significa que una copia del gen alterado en cada célula es suficiente para provocar la enfermedad. En la mayoría de los casos, una persona afectada hereda la copia del gen de uno de sus padres.
En algunas personas, las formas familiares de las enfermedades priónicas son causadas por una nueva mutación en el gen PRNP. Aunque es altamente probable que estas personas no tengan un padre afectado, estos pueden transmitir el cambio genético a su progenie.

## Hipótesis actuales

### Hipótesis de solo prion
La proteína puede ser el agente infeccioso, replicándose mediante la inducción de cambios conformacionales de la proteína celular normal (PrPC) a la forma infecciosa (PrPSc). Evidencia de esta teoría:
La proteína podría ser el agente infeccioso, induciendo su propia replicación, causando el cambio conformacional de PrP celular normal C en PrPSc. La evidencia de esta teoría:
- La infectividad se correlaciona con los niveles de PrPSc. Sin embargo, esto es discutible.
- PrPSc es un isómero de PrPC.
- La desnaturalización de la PrP elimina su infectividad.

- Los ratones sin el gen que codifica PrP no pueden ser infectados.
- Un knockout de PrPC en ratones seguido por la inoculación con PrPSc revierte la espongeogénesis y los cambios de comportamiento, se detiene el progreso de la enfermedad e incrementa su expectativa de vida.

### Hipótesis multicomponente
A pesar de no tener ácidos nucleicos, los priones pueden estar compuestos por más de una sola proteína. La PrPC purificada es, al parecer, incapaz de transformarse en su forma infecciosa, PrPSc, a menos que se agreguen otros componentes, tales como ARN y lípidos. Estos otros componentes, conocidos como cofactores, podrían ser parte de prion infeccioso, o ser catalizadores del proceso de replicación de la proteína priónica.

### Hipótesis viral
Esta hipótesis postula que el responsable de causar la enfermedad es un agente infeccioso viral. La evidencia que sustenta esta hipótesis es la siguiente:
- El tiempo de incubación es comparable con el de un lentivirus.

- Existen diferentes versiones de diferentes muestras de PrPSc.
- Las concentraciones de PrPSc aumentan conforme avanza la enfermedad, esto sugiere la presencia de un agente que se réplica.

## Epidemiología
Estos desórdenes en humanos son muy raros, afectan a una persona en un millón anualmente en todo el mundo. Sin embargo, la encefalopatías espongiformes transmisibles pueden alcanzar proporciones epidémicas, tal como se ha visto en el brote de encefalopatía espongiforme bovina en el Reino Unido entre las décadas de 1980 y 1990. Es muy difícil llevar un registro de la propagación de la enfermedad dada la dificultad para identificar cepas individuales de la enfermedad. Esto significa que, si los animales en una granja comienzan a mostrar signos de la enfermedad después de un brote en otra granja cercana, es difícil determinar si ambos brotes corresponden a la misma cepa, debido por la transmisión, o si el segundo brote tiene una fuente completamente diferente.

## Posible cura o vacuna y diagnóstico
Sigue existiendo un problema práctico en cuanto al diagnóstico de las enfermedades priónicas, incluyendo la BSE y CJD. Tienen tiempos de incubación que toman desde meses hasta décadas y durante este tiempo no muestran síntomas de la enfermedad, aunque ya haya iniciado el proceso por el cual el agente infeccioso PrPSc transforma a las proteínas PrPC en su forma infecciosa. Hasta ahora, prácticamente no hay manera confiable de detectar la presencia de PrPSc a no ser que se examine el cerebro, después de una autopsia, mediante técnicas neuropatológicas e inmunohistoquímicas. La acumulación de los priones incorrectamente plegados es una característica de la enfermedad, pero solo está presente en la sangre y la orina en concentraciones muy bajas. Los investigadores han intentado desarrollar métodos para determinar la presencia de PrPSc, aunque hasta la fecha no existen métodos que sean completamente aceptados para usarlos en sangre.
En 2010, un grupo de investigadores de Nueva York logró detectar la presencia de PrPSc incluso en tejido cerebral donde se encontraba originalmente presente en una proporción de uno a cien mil millones (10-11). El método utilizado combina la amplificación (PMCA) con una nueva tecnología conocida como Surround Optical Fiber Immunoassay (SOFIA) y anticuerpos específicos contra PrPSc. Después de amplificar y concentrar cualquier PrPSc presente, las muestras son marcadas con un fluorocromo usando un anticuerpo para la especificidad y finalmente son cargados a un tubo microcapilar. Este tubo se coloca en un aparato construido especialmente para que el tubo esté rodeado de fibra óptica que capta toda luz emitida por el fluorocromo una vez que es excitado por medio de un láser. Esta técnica hizo posible la detección de PrPSc después de un menor número de ciclos que otras técnicas, reduciendo sustancialmente la posibilidad de error y acelerando el ensayo. Los investigadores también probaron el método en muestras de sangre de ovejas aparentemente saludables que después presentaron tembladera. Los cerebros de los animales fueron analizados una vez que alguno de los síntomas se presentó. Por lo tanto, pudieron comparar los resultados de las muestras de sangre y de tejido cerebral una vez que los animales presentaron síntomas de la enfermedad, con muestras de sangre de los mismos animales antes de los síntomas y con muestras de animales no infectados. Los resultados mostraron claramente que las PrPSc se podían detectar en muestras de sangre de animales mucho antes de que aparecieran los primeros síntomas.
En investigaciones recientes por parte de la Universidad de Toronto y Caprion Pharmaceuticals han descubierto un camino que podría llevar a un diagnóstico más rápido, una vacuna, incluso un tratamiento para las enfermedades priónicas. Se ha visto que las proteínas mal plegadas que causan la enfermedad tienen una cadena lateral de aminoácidos expuesta y que no se encuentra en las proteínas correctamente plegadas. Se ha visto que los anticuerpos, sintetizados para reconocer esta cadena lateral, estimulan la respuesta inmune contra estas proteínas dejando intactas a las proteínas normales.
Otra idea involucra el uso de secuencias peptídicas hechas a la medida. Dado que según algunas investigaciones los priones se acumulan formando estructuras súper secundarias de barriles beta, se ha demostrado in vitro que los péptidos con aminoácidos incompatibles para formar barriles beta pueden ayudar a evitar esta acumulación. Existe además otra idea que involucra el uso de terapia génica, donde el objetivo es inhibir el gen que codifica para la proteína resistente a proteasa.